# Kapelan harcerski
Treść tego artykułu od 2008-08 może nie być zgodna z zasadami neutralnego punktu widzenia,
ponieważ Ten artykuł przedstawia sytuację z perspektywy zaledwie jednego lub kilku środowisk bądź organizacji harcerskich.
 Po wyeliminowaniu niedoskonałości należy usunąć szablon {{Dopracować}} z tego artykułu.
Kapelan harcerski – kapelan sprawujący duszpasterską opiekę w harcerstwie.
Głównym celem służby kapelana jest sprawowanie posługi religijnej na rzecz harcerstwa. Powinien też działać na rzecz rozwoju duchowego i religijnego harcerek i harcerzy poprzez współudział w ich wychowaniu do odpowiedzialności i społecznej dojrzałości, w poszanowaniu godności człowieka. Ponadto buduje i organizuje współpracę pomiędzy komendą harcerskiej jednostki organizacyjnej i odpowiednią władzą kościelną.

## Znani kapelani
- ks. Marian Górecki i ks. Bronisław Komorowski – byli kapelanami harcerskimi Wolnego Miasta Gdańska, zamordowani w obozie Stutthof. W roku 1999 zaliczeni zostali przez papieża Jana Pawła II do grona Błogosławionych Męczenników.
- ks. Paweł Warszawski – kapelan Batalionu „Zośka”.
- bł. ks. phm. Stefan Wincenty Frelichowski – kapelan pomorskiej chorągwi Organizacji Harcerzy ZHP. Więzień obozu w Dachau. Beatyfikowany w 1997 r. przez papieża Jana Pawła II. Patron polskiego harcerstwa.

W 1984 roku powstało Krajowe Duszpasterstwo Młodzieży Harcerskiej, którego opiekunem, z ramienia Episkopatu Polski był (w latach 1985-1995) ks. Bp Kazimierz Górny.

## Oznaczenia funkcji

### Związek Harcerstwa Polskiego
Wszyscy kapelani w ZHP noszą fioletowe sznury spod ramienia. Suwak, jaki na nim noszą, sygnalizuje jednostkę, jakiej patronuje:
| Nazwa                  | Suwak             |
| Kapelan drużyny        | Zielony           |
| Kapelan szczepu        | Granatowy         |
| Kapelan związku drużyn | Granatowo-srebrny |
| Kapelan hufca          | Srebrny           |
| Kapelan chorągwi       | Złoty             |
| Naczelny Kapelan ZHP   | Skórzany          |

### Związek Harcerstwa Rzeczypospolitej
Kapelani w ZHR noszą sznury fioletowe. Sposób noszenia sznura sygnalizuje, jakiego szczebla jest kapelanem:
| Nazwa                                               | Sposób noszenia | Suwak    |
| Kapelan drużyny, szczepu, obwodu                    | Spod ramienia   | brak     |
| Kapelan hufca                                       | Spod ramienia   | srebrny  |
| Kapelan chorągwi                                    | Spod ramienia   | złoty    |
| Kapelan okręgu                                      | Spod ramienia   | biały    |
| Krajowy referent ds. Harcerskich Kręgów Kleryckich  | Spod ramienia   | czarny   |
| Kapelan Organizacji Harcerzy / Organizacji Harcerek | Spod ramienia   | skórzany |
| Kapelan Naczelny Związku                            | Z ramienia      | biały    |